# Championnat d'Islande de football de deuxième division 1987
Navigation
Saison précédente Saison suivante
La saison 1987 de 2. Deild était la 33e édition de la deuxième division islandaise. Les 10 clubs jouent les uns contre les autres lors de rencontres disputées en matchs aller et retour.
Les 2 premiers du classement en fin de saison sont promus en 1. Deild, tandis que les 2 derniers sont relégués en 3. Deild.
Le Leiftur réussit l'exploit d'enchaîner 2 montées, puisqu'à peine promu de 3. Deild, il termine la saison de 2. Deild à la 2e place, synonyme d'accession parmi l'élite du football islandais. Il accompagne le Vikingur Reykjavik, qui remonte lui après 2 saisons passées en 2e division.

## Compétition

### Classement
Le barème de points servant à établir le classement se décompose ainsi :
- Victoire : 3 points
- Match nul : 1 point
- Défaite : 0 point

| Rang | Équipe                 | Pts | J  | G  | N | P  | Bp | Bc | Diff |
| ---- | ---------------------- | --- | -- | -- | - | -- | -- | -- | ---- |
| 1    | Vikingur Reykjavik     | 35  | 18 | 11 | 2 | 5  | 35 | 26 | +9   |
| 2    | Leiftur P              | 32  | 18 | 9  | 5 | 4  | 32 | 22 | +10  |
| 3    | Breiðablik Kopavogur R | 29  | 18 | 9  | 2 | 7  | 34 | 23 | +11  |
| 4    | UMF Selfoss            | 29  | 18 | 8  | 5 | 5  | 35 | 28 | +7   |
| 5    | þrottur Reykjavik      | 28  | 18 | 9  | 1 | 8  | 35 | 31 | +4   |
| 6    | ÍBV Vestmannaeyjar R   | 26  | 18 | 7  | 5 | 6  | 35 | 30 | +5   |
| 7    | KS Siglufjörður        | 25  | 18 | 7  | 4 | 7  | 33 | 32 | +1   |
| 8    | IR Reykjavik P         | 25  | 18 | 7  | 4 | 7  | 33 | 34 | -1   |
| 9    | Einherji               | 19  | 18 | 5  | 4 | 9  | 21 | 35 | -14  |
| 10   | ÍB Ísafjörður          | 6   | 18 | 2  | 0 | 16 | 22 | 54 | -32  |

|  | Promu en 1. Deild      |
|  | Relégation en 3. Deild |

## Bilan de la saison
| Promotion et relégation |                                         |
| Relégué en 3. Deild     | Einherji ÍB Ísafjörður                  |
| Promu en 1. Deild       | Vikingur Reykjavik Leiftur Ólafsfjörður |

## Meilleurs buteurs
| # | Buteurs              | Clubs                | Nb de Buts |
| - | -------------------- | -------------------- | ---------- |
| 1 | Heimir Karlsson      | IR Reykjavik         | 16         |
| 2 | Jon þorir Jonsson    | Breiðablik Kopavogur | 13         |
| 2 | Trausti Omarsson     | Vikingur Reykjavik   | 13         |
| 4 | Jon Gunar Bergs      | UMF Selfoss          | 12         |
| 5 | Björn Bjartmarz      | Vikingur Reykjavik   | 9          |
| 5 | Sigurður Hallvarðson | þrottur Reykjavik    | 9          |
| 5 | Hafþor Kolbeinsson   | KS Siglufjörður      | 9          |